# Anita Sellenschloh

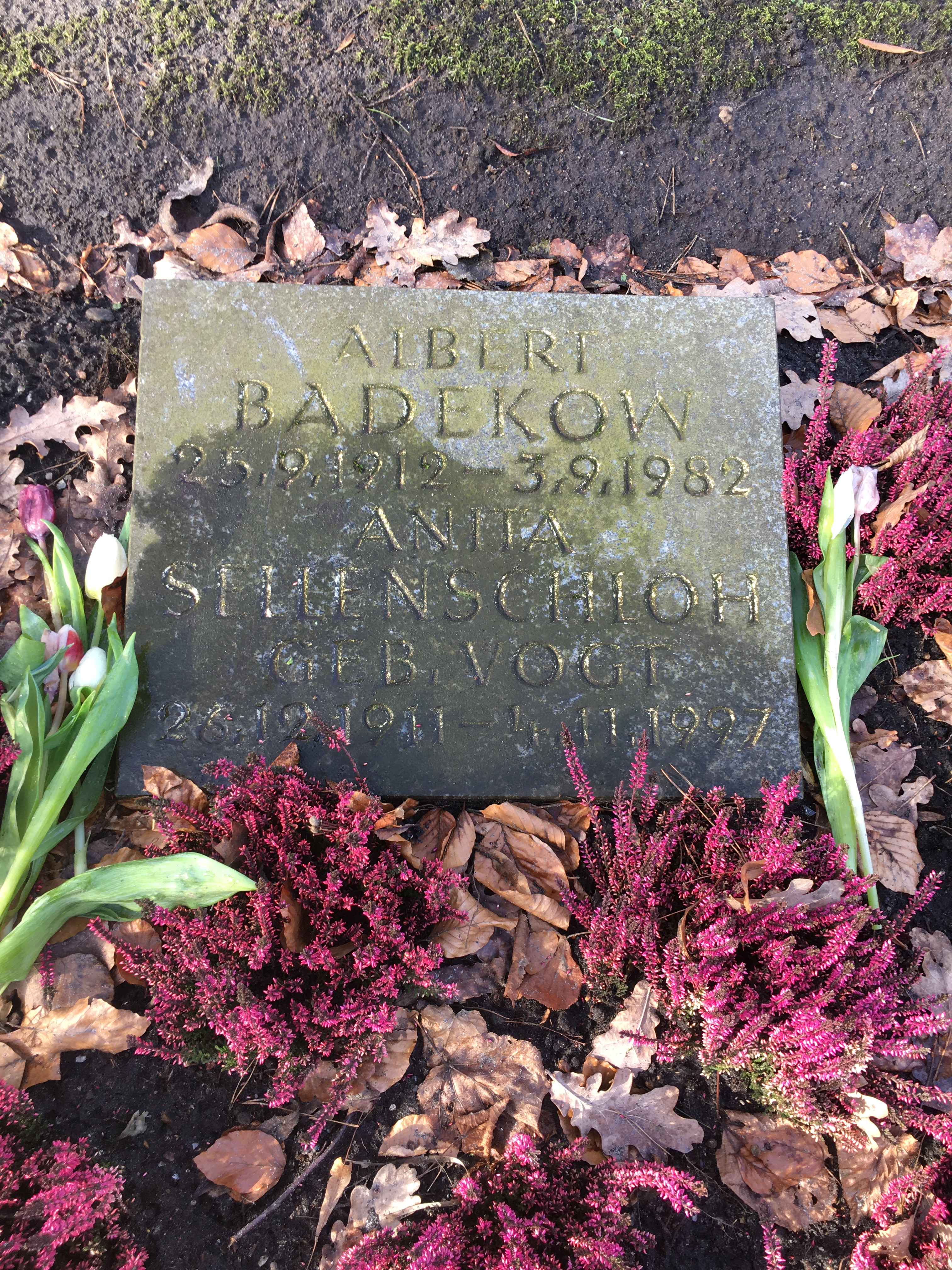
Grabstätte Anita Sellenschloh auf dem Friedhof Ohlsdorf

Anita Sellenschloh, geborene Vogt, (* 26. Dezember 1911 in Hamburg; † 4. November 1997 ebenda) war eine deutsche Lehrerin und kommunistische Widerstandskämpferin gegen den Nationalsozialismus.

## Leben
Anita Sellenschloh wurde als Tochter eines Bäckers und einer Straßenbahnkassiererin geboren. Da der Vater durch eine im Ersten Weltkrieg erlittene schwere Verletzung seinen Beruf nicht mehr ausüben konnte, lebte die Familie in ärmlichen Verhältnissen. Sellenschloh wuchs im Stadtteil Eimsbüttel auf und besuchte die Reformschule in der dortigen Telemannstraße.
Bereits im Alter von 16 Jahren begann Sellenschloh ihre politischen Aktivitäten. Sie war zunächst für kurze Zeit Mitglied der Falken, trat dann aber dem Kommunistischen Jugendverband Deutschlands (KJVD) bei, wo sie Kurt von Appen kennenlernte und sich mit ihm verlobte. Von Appen fiel 1936 im Spanischen Bürgerkrieg. Sellenschloh nahm an Demonstrationen teil und spielte politisches Straßentheater. 1929 reiste sie mit einer Delegation ins russische Sankt Petersburg, wo sie in einer Zigarettenfabrik arbeitete. 1930 beauftragte man sie mit der Gründung der Antifa-Jugend in Hamburg.
Bis zum Ende des Zweiten Weltkrieges arbeitete Sellenschloh als Bürokraft in verschiedenen Hamburger Firmen, unter anderem im Verlag „Der Arbeitslose“, der sich zur Aufgabe gemacht hatte, Menschen ohne Arbeit politisch zu informieren und zu aktivieren. Bei dieser Gelegenheit lernte sie Willi Bredel kennen, der für die Zeitung Artikel schrieb. Nach Auflösung des Verlages Ende 1931, wurde die Anzeigenwerbung, in der auch Sellenschloh tätig war, nach Berlin verlegt. Hier freundete sie sich mit Lucie Suhling an.
1933 kehrte Anita Sellenschoh nach Hamburg zurück, nachdem die Zeitung von den Nationalsozialisten verboten worden war, und begann mit der Organisation illegaler Treffpunkte für Widerstandskämpfer. Im Juni desselben Jahres wurde sie zum ersten Mal verhaftet und verbrachte eine nicht bekannte Zeit in Einzelhaft im Untersuchungsgefängnis am Holstenglacis. Nach ihrer Entlassung verteilte sie Flugblätter und war für verschiedene Widerstandsgruppen tätig. Bis 1943 wurde Sellenschloh insgesamt neun Mal in Haft genommen und während der Verhöre misshandelt. Nach ihrer letzten Haft heiratete sie Alwin Sellenschloh, ebenfalls ein Gegner des Nationalsozialismus, und bekam mit ihm eine Tochter, mit der sie bis Kriegsende in der Nähe von Gudow lebte.
Nach 1945 ließ sich Anita Sellenschloh in Seminaren von Anna Siemsen zur Lehrerin ausbilden und arbeitete seit 1948 an der Fritz-Schumacher-Schule in Langenhorn. 1952 wechselte sie an die in der Nähe gelegene Volks- und Realschule am Heidberg, ging aber noch im selben Jahr mit ihrer Tochter nach Bolivien, wo ihr erkrankter Mann seit 1947 in La Paz lebte. Dort unterrichtete sie zwei Jahre an der Schule einer deutschen Kolonie, kehrte 1954 mit der Familie nach Hamburg zurück und nahm nach der Trennung von ihrem Mann ihre Lehrtätigkeit an der Volks- und Realschule wieder auf.
Wegen angeblicher Vergehen gegen die Parteidisziplin war Sellenschoh 1951 aus der KPD ausgeschlossen worden. Nach ihrer Pensionierung 1974 war sie als Zeitzeugin Gast an Schulen und Universitäten, war Mitbegründerin der Willi-Bredel-Gesellschaft, Mitglied in der Vereinigung der Verfolgten des Naziregimes und im Internationalen Auschwitz-Komitee.
Anita Sellenschloh verstarb wenige Wochen vor Vollendung ihres 86. Lebensjahres in ihrer Geburtsstadt und wurde auf dem dortigen Friedhof Ohlsdorf im Bereich des Ehrenfeldes der Geschwister-Scholl-Stiftung im Planquadrat Bo 73 beigesetzt. 2002 wurde der Anita-Sellenschloh-Ring in Langenhorn nach ihr benannt.